# 853 Nansenia
853 Nansenia eller 1916 S28 är en asteroid i huvudbältet, som upptäcktes 2 april 1916 av den sovjetiske astronomen Sergej Beljavskij vid Simeiz-observatoriet på Krim. Den har fått sitt namn efter den norske upptäcktsresanden och nobelpristagaren Fridtjof Nansen.
Asteroiden har en diameter på ungefär 27 kilometer.